# Класс защиты от поражения электрическим током
Класс защиты от поражения электрическим током — система обозначения способов и степени обеспечения электрической безопасности при пользовании электрическим оборудованием.

## Перечень классов защиты
| Обозначение класса защиты | Особенности конструкции оборудования | Условия применения оборудования | Пример |
| ------------------------- | --- | --- | --- |
| 0                         | Имеется только рабочая изоляция. Дополнительная изоляция металлических нетоковедущих частей не предусмотрена. Заземление не предусмотрено. Индикации наличия на корпусе или органах управления опасного напряжения нет. | Допускается применение только в помещениях без повышенной электрической опасности (сухое помещение без токопроводящих полов и стен, без заземлённых металлических частей), а также в огороженных электрокамерах или помещениях, куда исключён доступ случайных лиц. Международная электротехническая комиссия рекомендует прекратить выпуск приборов класса защиты 0. Однако, согласно п. 6.1.14. ПУЭ Архивная копия от 16 января 2014 на Wayback Machine использование светильников с классом защиты 0 в помещениях с категорийностью «Опасное» и «Особо опасное» допускается при условии соблюдения ряда требований, указанных в действующем ПУЭ. По возможности следует такие приборы выводить из эксплуатации. | Почти все электрические приборы в металлическом корпусе, не имеющем заземления; электроплитки и нагреватели с открытой спиралью; потолочные люстры. Большинство электроприборов, выпущенных в СССР, имели класс защиты 0.                                         |
| 00                        | То же, но имеется индикация наличия на корпусе опасного напряжения. | То же, что и для класса 0. Допустима эксплуатация в условиях повышенной электрической опасности (сырые помещения и вне помещения) только специально обученным персоналом при наличии средств индивидуальной защиты. | Передвижные электроагрегаты (бензиновые электростанции). |
| 000                       | То же, но имеется устройство автоматического защитного отключения прибора в течение не более 0,08 с при наличии разности токов в питающих проводах более 30 мА. | Допускается применение в условиях повышенной электрической опасности любыми лицами. Средства индивидуальной защиты обязательны. | |
| 0I                        | Имеется только рабочая изоляция. Дополнительная изоляция металлических нетоковедущих частей не предусмотрена. Заземление металлических нетоковедущих частей обеспечивается присоединением специального провода к контуру заземления или непосредственным механическим контактом электрооборудования и контура заземления. Место присоединения контура заземления обозначается символом | Стационарная установка, небольшие перемещения в пределах длины заземляющего провода, электроустановки, движущиеся по рельсам. Эксплуатация без заземления запрещена. | Станки, распределительные щиты, трансформаторные подстанции, подъёмные краны на рельсовых путях, трамвай, электровоз. |
| I                         | Заземление металлических нетоковедущих частей обеспечивается присоединением вилки прибора к специальной розетке с заземляющим контактом. | При наличии заземления применение не ограничивается (если иное не оговорено руководством по эксплуатации). Без заземления — аналогично классу 0. | Компьютер, микроволновая печь, стиральная машина. |
| I+                        | Заземление металлических нетоковедущих частей обеспечивается присоединением вилки прибора к специальной розетке с заземляющим контактом. Имеется устройство защитного отключения. | При наличии заземления применение не ограничивается. Без заземления — аналогично классу 000. | |
| II                        | Наличие двойной или усиленной изоляции. Заземление корпуса не требуется. Вилка не имеет заземляющего контакта. | Не ограничивается, за исключением условий повышенной влажности (свыше 85 %) для приборов с классом защиты менее IP65. При наличии неблагоприятных условий (в сосудах, аппаратах и других металлических емкостях с ограниченной возможностью перемещения и выхода) с применением хотя бы одного электрозащитного средства или без применения электрозащитных средств при подключении через УЗО или при питании только одного электроприемника от отдельного источника. Приборы обозначаются символом из двух вложенных квадратов. | Пылесос, телевизор, электродрель, фен, герметичный уличный светильник, троллейбус. |
| II+                       | Наличие двойной или усиленной изоляции и устройства защитного отключения. Заземление корпуса не требуется. Вилка не имеет заземляющего контакта. | Не ограничивается Приборы обозначаются символом из двух вложенных квадратов со знаком + в малом квадрате. | |
| III                       | Нет электрических цепей с напряжением свыше 120В постоянного тока или 50В переменного тока. | Не ограничивается. Приборы обозначаются символом | Все приборы с питанием от батарей, не имеющие высоковольтных цепей (приёмники, портативные проигрыватели, часы, фонари). Приборы с внешним блоком питания (сканеры, ноутбуки). Для последних безопасность определяется качеством и степенью защиты блока питания. |

## Интересные факты
- В СССР увеличивалась доля приборов класса защиты II. Иногда использовались приборы класса 0I, имеющие болт или розетку для подключения заземления.
- Советские холодильники имели класс защиты 0[источник не указан 4248 дней], но часто эксплуатировались в кухне — помещении с повышенной опасностью.

В результате растущей глобальной гармонизации стандартов электробезопасности, IEC в стандартах выводит из обращения саму идею устройств класса 0. Устройства класса 0 в настоящее время признаны небезопасными во многих промышленно развитых странах.
- Для безопасной эксплуатации все электрооборудование троллейбуса, в том числе низковольтное, должно быть выполнено в соответствии с классом защиты II. Троллейбусы, производимые в Европе, имеют токопроводящие шины колёс, что также существенно повышает безопасность.
- Некоторые телевизоры (несмотря на то, что он сам позиционируется как прибор класса II), имеют незащищённые токоведущие части: антенные гнёзда и разъёмы «тюльпан». В телевизорах, изготовленных в Советском Союзе, конструкция антенного гнезда обеспечивала невозможность прикосновения к токоведущим частям[источник не указан 3168 дней].